# Де Франчески (Венеција)
Де Франчески (итал. De' Franceschi) је насеље у Италији у округу Венеција, региону Венето.
Према процени из 2011. у насељу је живело 21 становника. Насеље се налази на надморској висини од 0 м.